# 绍兴柯桥越甲足球俱乐部
绍兴柯桥越甲足球俱乐部，原名浙江毅腾足球俱乐部，是一家位于浙江省绍兴市的职业足球俱乐部。解散前为中国足球乙级联赛的参赛球队之一。前身是大连毅腾（大连铁路）足球俱乐部，其青训系统曾为各级别的国家足球队培养了很多选手。
2005年，毅腾足球队将主场从大连迁往哈尔滨，并更名为哈尔滨松北毅腾。2006年哈尔滨松北毅腾获得乙级联赛亚军，并晋级甲级联赛。2008年3月毅腾迁往山东省烟台市，并更名为烟台毅腾，成为烟台历史上首支职业足球队。2009年毅腾迁回大连。2011年球队重回哈尔滨作为参赛主场，同年获得2011年中国足球乙级联赛冠军并再次升入中甲联赛。在2013年中国足球甲级联赛中哈尔滨毅腾队最终荣获亚军，同时历史上首次升级到顶级联赛。随后于同年12月俱乐部正式变更注册至黑龙江省。
2015年赛季末期俱乐部因与哈尔滨球迷出现隔阂申请迁离黑龙江省。2016年，球队南迁至浙江省绍兴市，并更名为浙江毅腾。
2019年，因未能达到中国足协的准入标准，浙江毅腾被勒令降入中乙联赛。
2022年5月20日，球隊官博宣佈解散。

## 球队历史
1988年4月大连铁路足球队成立。
1989年大连铁路足球队开始参加乙级联赛。
1994年2月转为半职业化球队大连铁路足球俱乐部队，由大连铁路局提供场地，毅腾集团提供训练经费。并以大连铁路分局利创足球队之名取得了当年乙级联赛季军，升上甲B联赛。
1995年大连铁路队降级至乙级联赛，毅腾集团出资冠名为大连铁路毅腾足球队。   
1996年毅腾集团正式接手球队，成立职业化球队大连毅腾连铁足球俱乐部队。
1997年大连毅腾与降回乙级的大连顺发足球俱乐部合并。同年毅腾队离开大连火车头体育场，第一次将主场迁至外地，队名更名为鞍山毅腾连铁队。
1999年有望冲入甲B的球队遭遇“69事件”，在抽签中失去冲甲机会。俱乐部以800万元人民币将毅腾一、二线队转售给大连实德足球俱乐部，一度退出了足坛。
2005年，球队俱乐部將主场迁往哈尔滨，12月20日经中国足协正式批准更名为大连毅腾足球俱乐部哈尔滨毅腾队，重新进入职业联赛。
2006年中国足球乙级联赛取得亚军，经过12年的努力终于成功重返次級联赛，升級中国足球甲级联赛。
2007年在中甲联赛中，球队共派出了38名队员登场亮相，在联赛最后16轮的比賽中还未获一胜，创下中甲两项新记录。但是因呼和浩特足球俱乐部退出中甲联赛而保級成功。
2008年3月，球队将主场迁往烟台，并在中甲联赛开赛前经中国足协正式批准更名为大连毅腾足球俱乐部烟台毅腾飓风队。上半程球队表现抢眼，一度有冲超希望。但下半程球队内部动荡不安，赞助不到位，连续不胜。最后使球队在当季中甲以最后一名完成比赛，再次降级到中国足球乙级联赛。
2009年球队迁回大连，重新用回原名大连毅腾足球队，以辽宁师范大学作为主场，征战中国足球乙级联赛。
2011年球队将主场迁离出大连。随着大连实德的复苏、大连阿尔滨强势冲甲，留给大连毅腾队的发展空间越来越窄。经过大连毅腾足球俱乐部慎重的考虑和长期的调研，把球队主场迁回哈尔滨。更名为大连毅腾足球俱乐部哈尔滨松北毅腾队。球队在乙级联赛以北区预赛第二名晋级决赛阶段，在半决赛哈尔滨毅腾是唯一一支来自北区的球队，球队在决赛以点球决胜方式击败重庆队获得乙级联赛冠军，在时隔三年后重返中甲联赛。
2012年由于大连阿尔滨的冲超成功等外部生存环境的限制，球队婉拒了大连市足球协会关于回归大连的提议，以哈尔滨毅腾足球俱乐部哈尔滨松北毅腾足球队之名，征战2012年中国足球甲级联赛，但注册地仍为大连市足球协会。
2013年中甲联赛中，最后一轮该队主场击败北京理工队，以3分优势力压广东日之泉获得联赛亚军，队史首次升入中国足球超级联赛。12月4日，俱乐部正式将注册地迁至黑龙江省足球协会，以满足中超主场与注册地一致的要求，平息了冲超后球队迁往外地的传闻。这也是哈尔滨市乃至黑龙江省首次拥有参加中国顶级足球联赛的俱乐部队，中超球队主场分布也因此向北拓展了。
2014年中超联赛，哈尔滨毅腾队列联赛末席降级，但主场哈尔滨会展中心体育场上座率则高居该年联赛第三位。
2015年中甲联赛中，因在与大连一方的关键比赛中，俱乐部有疑似消极比赛、让球等现象出现，引发球迷的不满与抵制，俱乐部官方与哈尔滨球迷方出现嫌隙，并在赛后称“哈尔滨球迷素质有待提高”，而哈尔滨球迷则上座率锐减，并集体身穿黑衣入场，撕毁助威横幅予以回应，最终赛季结束后毅腾迁离哈尔滨。
2021年3月29日，浙江毅腾获得了中乙准入资格，并更名为绍兴柯桥越甲。当年球队表现不佳，乙冠附加赛中以1-3的总比分不敌湖北华创，来年只能征战中冠联赛，成为中国足球历史上第一支从顶级联赛一路降到第四级联赛的球队。
2022年5月20日，球队官博宣布解散。

## 曾使用名称
- 大连铁路足球队（1988-1993年）
- 大连铁路足球俱乐部大连铁路分局利创足球队（1994年）
- 大连铁路足球俱乐部大连铁路毅腾队（1995年）
- 大连毅腾连铁足球俱乐部队（1996年）
- 大连毅腾足球俱乐部鞍山毅腾连铁队（1997年）
- 大连毅腾足球俱乐部队（1998-1999年）
- 大连毅腾足球俱乐部哈尔滨毅腾队（2005-2007年）
- 大连毅腾足球俱乐部烟台毅腾飓风队-大连毅腾足球俱乐部烟台毅腾队-大连毅腾足球俱乐部烟台毅腾安德利队（2008年）
- 大连毅腾足球俱乐部队（2009-2010年）
- 大连毅腾足球俱乐部哈尔滨松北毅腾队（2011年）
- 哈尔滨毅腾足球俱乐部哈尔滨松北毅腾队（2012年）
- 哈尔滨毅腾足球俱乐部队（2013-2015年）
- 浙江毅腾足球俱乐部队（2016-2021年）
- 绍兴柯桥越甲足球俱乐部（2021-）

## 青训系统
大连毅腾的青训系统在中国足坛与火车头足球俱乐部齐名，大连毅腾自成立以来其青训系统为中国足坛培育出了大批国字号的队员，从毅腾队走出去的球员包括季铭义、张耀坤、阎嵩、安琦、冯潇霆、赵旭日、朱挺、董方卓、于汉超、杨旭、王大雷等球员先后入选中国各级国家队及至成为中超球队的主力队员。在中国足坛，能像毅腾队这样从自己的梯队中选拔人才进入一队，并且能够打上比赛的俱乐部为数不多。

## 主场
毅腾足球队主场目前设在浙江绍兴。

## 球迷俱乐部
- 哈尔滨球迷协会1
- 哈尔滨射门俱乐部1
- 自由联盟俱乐部1
- 冰魂俱乐部1
- 风云俱乐部1
- 哈南力量1

- 雪域1

- 凯旋1

注释：
1. 2015年11月15日，哈尔滨球迷发表联合声明，宣称因毅腾队所作所为感到心寒，不再支持毅腾。

## 现役球员名单
更新日期：2015年3月13日
| 号码 | 国籍     | 球员姓名      | 出生日期       | 位置   | 身高(cm) | 籍贯       | 加盟年份 | 前屬球會       |
| ---- | -------- | ------------- | -------------- | ------ | -------- | ---------- | -------- | -------------- |
| 1    | 中国     | 柏小磊        | 1985年9月4日   | 守门员 | 188      | 大连       | 2015年   | 北京国安       |
| 2    | 中国     | 于涛          | 1983年7月3日   | 后卫   | 175      | 大连       | 2006年   | 大连长波       |
| 3    | 中国     | 刘毅          | 1988年8月26日  | 后卫   | 182      | 天津       | 2015年   | 沈阳东进       |
| 4    | 中国     | 张松          | 1989年8月12日  | 后卫   | 189      | 大连       | 2015年   | 石家庄永昌     |
| 5    | 中国     | 刘小龙        | 1989年2月16日  | 后卫   | 180      | 大连       | 2007年   | 毅腾青训       |
| 6    | 中国     | 韩旭          | 1988年4月21日  | 前卫   | 182      | 大连       | 2007年   | 毅腾青训       |
| 7    | 中国     | 李家赫        | 1989年8月21日  | 前卫   | 181      | 沈阳       | 2012年   | 深圳红钻       |
| 8    | 澳大利亚 | 亚当·休斯     | 1982年7月14日  | 前卫   | 185      | 利斯莫尔   | 2007年   | 澳大利亚       |
| 9    | 中国     | 李鑫          | 1991年11月5日  | 前卫   | 175      | 沈阳       | 2010年   | 毅腾青训       |
| 10   | 中国     | 季骁宣        | 1993年3月19日  | 前锋   | 181      | 台州       | 2014年   | 上海东亚       |
| 11   | 中国     | 吕永帝        | 1993年12月16日 | 前卫   | 174      | 大连       | 2010年   | 毅腾青训       |
| 14   | 香港     | 刘全昆        | 1983年2月17日  | 后卫   | 186      | 大连       | 2015年   | 傑志           |
| 15   | 中国     | 耿志庆        | 1991年9月10日  | 后卫   | 189      | 大连       | 2011年   | 辽宁东北虎     |
| 16   | 中国     | 王大龙        | 1989年3月11日  | 后卫   | 188      | 沈阳       | 2007年   | 毅腾青训       |
| 17   | 哥伦比亚 | 里卡多·斯蒂尔 | 1982年6月8日   | 前锋   | 185      | 巴耶杜帕尔 | 2012年   | 广东日之泉     |
| 18   | 中国     | 李晓挺        | 1989年1月3日   | 前卫   | 182      | 大连       | 2015年   | 长春亚泰(租借) |
| 20   | 中国     | 吕悦枫        | 1995年11月13日 | 前卫   | 176      | 武汉       | 2014年   | 大连阿尔滨     |
| 21   | 中国     | 卜鑫          | 1987年5月17日  | 前卫   | 173      | 唐山       | 2011年   | 辽宁宏运       |
| 22   | 中国     | 赵伟          | 1989年2月3日   | 前卫   | 178      | 锦州       | 2011年   | 辽宁东北虎     |
| 23   | 哥伦比亚 | 贾伊尔·雷诺索 | 1985年6月7日   | 前锋   | 185      | 卡利       | 2015年   | 科布雷罗阿     |
| 25   | 中国     | 李旭东        | 1991年2月9日   | 后卫   | 186      | 大连       | 2010年   | 毅腾青训       |
| 26   | 中国     | 王敬平        | 1992年12月26日 | 守门员 | 196      | 大连       | 2014年   | 大连阿尔滨     |
| 27   | 中国     | 李健          | 1985年3月9日   | 后卫   | 179      | 沈阳       | 2013年   | 呼和浩特东进   |
| 28   | 中国     | 朴韬宇        | 1993年5月18日  | 前卫   | 177      | 延边       | 2015年   | 延边长白山     |
| 29   | 中国     | 吴腾          | 1995年9月7日   | 前卫   | 178      | 沈阳       | 2014年   | 斯旺西城       |
| 32   | 中国     | 来晓宇        | 1994年10月16日 | 守门员 | 186      | 大连       | 2013年   | 陕西大秦       |

## 教练组名单
更新日期：2015年3月13日
| 职位              | 姓名   |
| ----------------- | ------ |
| 领队              | 张旭峰 |
| 新闻官            | 张宇豪 |
| 助理教练          | 段鑫   |
| 守门员教练        | 朱山   |
| 助理教练 体能教练 | 林涛   |
| 队医              | 王兆钧 |
| 队医              | 张俊刚 |
| 翻译              | 张宇驰 |
| 队务              | 沈远征 |

## 著名球員
- 科夫
- 闫相闯
- 戴东霆

## 球队成绩
- 1994年中国足球乙级联赛第3名（晋级）
- 1995年中国足球甲级B组联赛第10名（降级）
- 1996年中国足球乙级联赛决赛阶段A组第4名
- 1997年中国足球乙级联赛决赛阶段C组第3名
- 1998年中国足球乙级联赛第3名
- 1999年中国足球乙级联赛决赛阶段B组第3名
- 2006年中国足球乙级联赛第2名（晋级）
- 2007年中国足球甲级联赛第12名
- 2008年中国足球甲级联赛第13名（降级）
- 2009年中国足球乙级联赛预赛北区第5名
- 2010年中国足球乙级联赛第4名
- 2011年中国足球乙级联赛第1名（晋级）
- 2012年中国足球甲级联赛第4名
- 2013年中国足球甲级联赛第2名（晋级）
- 2014年中国足球超级联赛第16名（降级）
- 2015年中国足球甲级联赛第5名
- 2016年中国足球甲级联赛第13名
- 2017年中国足球甲级联赛第13名
- 2018年中国足球甲级联赛第12名（未达到准入标准而降级）
- 2019年中国足球乙级联赛第16名
- 2020年中国足球乙级联赛第11名
- 2021年中国足球乙级联赛保级F组第7名

## 荣誉
- 中国足球乙级联赛亚军： 2006
- 中国足球乙级联赛冠军： 2011
- 中国足球甲级联赛亚军： 2013